# تاریخچه علم تغییرات اقلیمی
کشف علمی تغییرات اقلیمی و گازهای گلخانه‌ای در اوایل قرن نوزدهم و همزمان با شناخت عصر یخبندان و سایر تغییرات اقلیمی دیرینه آغاز شد. در اواخر قرن نوزدهم، دانشمندان برای اولین بار متوجه شدند که انتشار گازهای گلخانه‌ای منجر به اختلال در تعادل انرژی و آب و هوای زمین می‌شود. نظریات دیگری نیز از جمله آتشفشان‌خیزی و چرخه‌های خورشیدی در ارتباط با تغییرات اقلیمی مطرح شدند. در دهه ۱۹۶۰، شواهد قانع‌کننده‌ای پیرامون اثر گرمایشی گاز دی‌اکسید کربن ارائه شد. برخی دانشمندان نیز معتقد بودند ذرات معلق ناشی از فعالیت‌های انسانی (مانند «آلودگی») ممکن است اثر خنک‌کنندگی داشته باشند.
طی دهه ۱۹۷۰، نظرات علمی بیش از پیش دیدگاه گرمایش زمین را تأیید کردند. در دهه ۱۹۹۰ و در نتیجة پیشرفت مدل‌های رایانه‌ای و کارهای مشاهده‌ای نظریه عصرهای یخبندان میلانکوویچ تأیید شد و یک اتفاق نظر شکل گرفت: گازهای گلخانه‌ای نقش بزرگی در اغلب تغییرات اقلیمی داشته‌اند و فعالیت‌های انسانی و ادامه انتشار این گازها منجر به گرمایش زمین می‌شود. از دهه ۱۹۹۰، تحقیقات علمی دربارهٔ تغییرات اقلیمی حوزه‌های متعدد و گسترده‌ای را شامل شده‌است. این تحقیقات منجر به بهبود درک ما را از روابط علّی، داده‌های تاریخی و توانایی اندازه‌گیری و مدل‌سازی تغییرات اقلیمی می‌شوند. خلاصه این پژوهش‌های در گزارش‌های ارزیابی هیئت بین دولتی تغییرات اقلیمی آورده شده‌است.
از نظر کلان، تغییر اقلیمی تغییری قابل‌توجه و پایدار در توزیع آماری الگوهای آب و هوا در دوره‌های مختلف (دهه‌ها تا میلیون‌ها سال) است. این تغییر ممکن است در میانگین شرایط آب و هوایی یا در توزیع آب و هوا در اطراف شرایط میانگین (مانند رویدادهای شدید اقلیمی بیشتر یا کمتر) باشد. عواملی که منجر به تغییرات اقلیمی می‌شوند عبارتند از فرآیندهای اقیانوسی (مانند گردش اقیانوس)، فرآیندهای زیستی (مانند گیاهان)، تغییر در تابش خورشید، حرکات سنگ‌کره، فوران آتشفشان‌ها و تغییرات ناشی از اقدامات انسان در طبیعت.

## پیش از قرن بیستم

### تغییرات منطقه ای، دوران باستان تا قرن نوزدهم
در دروان باستان تصور مردم این بود که آب و هوای یک منطقه طی سده‌ها تغییر کند. به عنوان مثال، تئوفراستوس، شاگرد ارسطو، فیلسوف یونان باستان در قرن چهارم قبل از میلاد، متعقد بود که تخلیه باتلاق‌ها احتمال یخ‌زدگی یک منطقه خاص را افزایش می‌دهد و حدس می‌زد که زمین زمانی گرمتر می‌شو که با پاکسازی جنگل‌ها در معرض نور بیشتری قرار بگیر. در قرن اول پیش از میلاد، ویترویوس، نویسنده و معمار رومی، دربارهٔ ارتباط آب و هوا با معماری مسکن و نحوه انتخاب مکان مناسب برای شهرها صحبت کرده بود. محققان اروپایی دوره رنسانس نیز متوجه شده بودند که جنگل زدایی، آبیاری و چرای دام‌ها زمین‌های اطراف مدیترانه را تغییر داده‌است. آنها معتقد بودند که اقدامات انسانی منجر به تغییر آب و هوای منطقه شده‌است. شن کو، دانشمند و دولتمرد چینی از سلسله سانگ شمالی، با مشاهده بامبوهای سنگی‌شده در آب و هوای خشک منطقه شمال یانژو، یان‌آن در شنسی امروزی، (منطقه‌ای دور از نواحی مرطوب و گرمی که بامبوها معمولاً رشد می‌کنند) در سال ۱۰۸۸ در کتاب خود نظریه تغییرات تدریجی آب و هوا را مطرح ساخت.